# Pedro Ochoa
Pedro Ochoa (Argentina, 22 de febrero de 1900 - Tandil, 5 de septiembre de 1947) fue un futbolista argentino, que se desempeñó como delantero. Es considerado una leyenda del Racing Club durante la etapa amateur del fútbol argentino, en la que el equipo se ganó el apodo de «la Academia de Football Nacional». También fue internacional con la selección de fútbol de Argentina, habiendo sido catalogado como el mejor jugador argentino de la segunda mitad de los años 1920.

## Biografía
Comenzó a jugar en la primera de Racing cuando contaba con quince años. Su apodo hipocorístico de «Ochoíta» le fue colocado por su amigo, el cantante de tangos Carlos Gardel, reconocido hincha del Racing Club y admirador de su juego. Se retiró el primer año del profesionalismo (1931), torneo en el que jugó cinco partidos y convirtió 2 goles.
Murió de un infarto a la edad de 47 años el 5 de septiembre de 1947.

## Trayectoria
| Club        | País      | Año         |
| ----------- | --------- | ----------- |
| Racing Club | Argentina | 1916 - 1931 |

## Títulos

### Nacionales
| Título           | Club        | País      | Año  |
| ---------------- | ----------- | --------- | ---- |
| Primera División | Racing Club | Argentina | 1919 |
| Primera División | Racing Club | Argentina | 1921 |
| Primera División | Racing Club | Argentina | 1925 |

### Internacionales
| Título           | Club                | Sede         | Año  |
| ---------------- | ------------------- | ------------ | ---- |
| Copa América     | Selección Argentina | Perú         | 1927 |
| Juegos Olímpicos | Selección Argentina | Países Bajos | 1928 |

## Distinciones
- Varios tangos lo mencionan, en especial "Ochoíta", grabado por Osvaldo Fresedo en 1928. También está mencionado en «Patadura», de José López Ares y Enrique Carrera Sotelo («burlar a la defensa con pases y gambetas/y ser como Ochoíta el crack de la afición»).
- El diario Clarín, incluyó una frase de Ochoa entre "Las 100 mejores frases del fútbol argentino":

¿Si pienso las jugadas? A veces sí: pero cuando se pasa a un jugador y sale otro y otro, ya no se puede pensar nada porque la cabeza no da. Entonces las piernas se encargan de seguir haciendo las gambetas. (1928)